# Tropomiozinska receptorska kinaza C
Receptor NT-3 faktora rasta (neurotrono tirozinsko kinazni receptor tip 3, TrkC tirozinska kinaza, Trk-C receptor) protein protein je koji je kod ljudi kodiran NTRK3 genom.
TrkC je katalitički receptor sa visokim afinitetom za neurotrofin NT-3 (neurotrofin-3). Kao takav, TrkC posreduje višestruke efekte ovog neurotrofnog faktora, među kojima je neuronska diferencijacija i opstanak.  
TrkC receptor je deo velike familije receptorskih tirozinskih kinaza. "Tirozinske kinaze" su enzimi koji imaju sposobnost dodavanja fosfatne grupe na pojedine tirozine na ciljnim proteinima, ili "supstratima". Receptorske tirozinske kinaze su "tirozinske kinaze kojesu locirane na ćelijskim membranama, i koje se aktiviraju vezivanjem liganda za njihove ekstracelularne domene. 

## Literatura
- Lamballe F, Klein R, Barbacid M (1991). „trkC, a new member of the trk family of tyrosine protein kinases, is a receptor for neurotrophin-3”. Cell. 66 (5): 967—79. PMID 1653651. doi:10.1016/0092-8674(91)90442-2.
- Tessarollo L, Tsoulfas P, Martin-Zanca D, Gilbert DJ, Jenkins NA, Copeland NG, Parada LF (1993). „trkC, a receptor for neurotrophin-3, is widely expressed in the developing nervous system and in non-neuronal tissues”. Development. 118 (2): 463—75. PMID 8223273.
- Klein R, Silos-Santiago I, Smeyne RJ, Lira SA, Brambilla R, Bryant S, Zhang L, Snider WD, Barbacid M (1994). „Disruption of the neurotrophin-3 receptor gene trkC eliminates la muscle afferents and results in abnormal movements”. Nature. 368 (6468): 249—51. PMID 8145824. doi:10.1038/368249a0.
- Ip NY, Stitt TN, Tapley P, Klein R, Glass DJ, Fandl J, Greene LA, Barbacid M, Yancopoulos GD (1993). „Similarities and differences in the way neurotrophins interact with the Trk receptors in neuronal and nonneuronal cells”. Neuron. 10 (2): 137—49. PMID 7679912. doi:10.1016/0896-6273(93)90306-C.
- Ebendal T (1992). „Function and evolution in the NGF family and its receptors”. Journal of Neuroscience Research. 32 (4): 461—70. PMID 1326636. doi:10.1002/jnr.490320402.
- Guiton M, Gunn-Moore FJ, Glass DJ, Geis DR, Yancopoulos GD, Tavaré JM (1995). „Naturally occurring tyrosine kinase inserts block high affinity binding of phospholipase C gamma and Shc to TrkC and neurotrophin-3 signaling”. The Journal of Biological Chemistry. 270 (35): 20384—90. PMID 7657612. doi:10.1074/jbc.270.35.20384.
- Shelton DL, Sutherland J, Gripp J, Camerato T, Armanini MP, Phillips HS, Carroll K, Spencer SD, Levinson AD (1995). „Human trks: molecular cloning, tissue distribution, and expression of extracellular domain immunoadhesins”. The Journal of Neuroscience. 15 (1 Pt 2): 477—91. PMID 7823156.
- Pflug BR, Dionne C, Kaplan DR, Lynch J, Djakiew D (1995). „Expression of a Trk high affinity nerve growth factor receptor in the human prostate”. Endocrinology. 136 (1): 262—8. PMID 7828539. doi:10.1210/en.136.1.262.
- Lamballe F, Tapley P, Barbacid M (1993). „trkC encodes multiple neurotrophin-3 receptors with distinct biological properties and substrate specificities”. The EMBO Journal. 12 (8): 3083—94. PMC 413573 . PMID 8344249.
- Andersson B, Wentland MA, Ricafrente JY, Liu W, Gibbs RA (1996). „A "double adaptor" method for improved shotgun library construction”. Analytical Biochemistry. 236 (1): 107—13. PMID 8619474. doi:10.1006/abio.1996.0138.
- Yamamoto M, Sobue G, Yamamoto K, Terao S, Mitsuma T (1996). „Expression of mRNAs for neurotrophic factors (NGF, BDNF, NT-3, and GDNF) and their receptors (p75NGFR, trkA, trkB, and trkC) in the adult human peripheral nervous system and nonneural tissues”. Neurochemical Research. 21 (8): 929—38. PMID 8895847. doi:10.1007/BF02532343.
- Yu W, Andersson B, Worley KC, Muzny DM, Ding Y, Liu W, Ricafrente JY, Wentland MA, Lennon G, Gibbs RA (1997). „Large-scale concatenation cDNA sequencing”. Genome Research. 7 (4): 353—8. PMC 139146 . PMID 9110174. doi:10.1101/gr.7.4.353.
- Valent A, Danglot G, Bernheim A (1997). „Mapping of the tyrosine kinase receptors trkA (NTRK1), trkB (NTRK2) and trkC(NTRK3) to human chromosomes 1q22, 9q22 and 15q25 by fluorescence in situ hybridization”. European Journal of Human Genetics. 5 (2): 102—4. PMID 9195161.
- Terenghi G, Mann D, Kopelman PG, Anand P (1997). „trkA and trkC expression is increased in human diabetic skin”. Neuroscience Letters. 228 (1): 33—6. PMID 9197281. doi:10.1016/S0304-3940(97)00350-9.
- Knezevich SR, McFadden DE, Tao W, Lim JF, Sorensen PH (1998). „A novel ETV6-NTRK3 gene fusion in congenital fibrosarcoma”. Nature Genetics. 18 (2): 184—7. PMID 9462753. doi:10.1038/ng0298-184.
- Urfer R, Tsoulfas P, O'Connell L, Hongo JA, Zhao W, Presta LG (1998). „High resolution mapping of the binding site of TrkA for nerve growth factor and TrkC for neurotrophin-3 on the second immunoglobulin-like domain of the Trk receptors”. The Journal of Biological Chemistry. 273 (10): 5829—40. PMID 9488719. doi:10.1074/jbc.273.10.5829.
- Hu YQ, Koo PH (1998). „Inhibition of phosphorylation of TrkB and TrkC and their signal transduction by alpha2-macroglobulin”. Journal of Neurochemistry. 71 (1): 213—20. PMID 9648868. doi:10.1046/j.1471-4159.1998.71010213.x.
- Ichaso N, Rodriguez RE, Martin-Zanca D, Gonzalez-Sarmiento R (1998). „Genomic characterization of the human trkC gene”. Oncogene. 17 (14): 1871—5. PMID 9778053. doi:10.1038/sj.onc.1202100.
- Qian X, Riccio A, Zhang Y, Ginty DD (1998). „Identification and characterization of novel substrates of Trk receptors in developing neurons”. Neuron. 21 (5): 1017—29. PMID 9856458. doi:10.1016/S0896-6273(00)80620-0.
- Bibel M, Hoppe E, Barde YA (1999). „Biochemical and functional interactions between the neurotrophin receptors trk and p75NTR”. The EMBO Journal. 18 (3): 616—22. PMC 1171154 . PMID 9927421. doi:10.1093/emboj/18.3.616.
- Labouyrie E, Dubus P, Groppi A, Mahon FX, Ferrer J, Parrens M, Reiffers J, de Mascarel A, Merlio JP (1999). „Expression of neurotrophins and their receptors in human bone marrow”. The American Journal of Pathology. 154 (2): 405—15. PMC 1849993 . PMID 10027399. doi:10.1016/s0002-9440(10)65287-x.